# Eneas Lakes Park
Eneas Lakes Park är en park i Kanada.   Den ligger i provinsen British Columbia, i den södra delen av landet, 3 300 km väster om huvudstaden Ottawa. Eneas Lakes Park ligger 1 584 meter över havet. Den ligger vid sjöarna  Little Eneas Lake och Tsuh Lake.
Terrängen runt Eneas Lakes Park är huvudsakligen lite bergig. Eneas Lakes Park ligger uppe på en höjd. Runt Eneas Lakes Park är det mycket glesbefolkat, med 4 invånare per kvadratkilometer.. Närmaste större samhälle är Peachland, 14,5 km öster om Eneas Lakes Park.
I omgivningarna runt Eneas Lakes Park växer i huvudsak barrskog.